# BC Prievidza
Der Basketball club Prievidza ist ein Basketballverein aus Prievidza im Trentschiner Landschaftsverband in der nordwestlichen Slowakei. Der Verein wurde 1947 unter der Bezeichnung Sokol Prievidza gegründet, bevor er bis 2004 40 Jahre lang als Baník Cígeľ Prievidza firmierte und unter diesem Namen auch je zwei Meisterschaften der Herren in den letzten Jahren der Tschechoslowakei sowie zu Beginn der wieder unabhängigen Slowakei gewann. Unter der aktuellen, seit 2009 bestehenden anglisierten Bezeichnung, die in ihrer Abkürzung an die frühere Bezeichnung anknüpft, kamen 2012 und 2016 zwei weitere slowakische Meisterschaften hinzu.

## Geschichte
Nach der Gründung im Jahr 1947 als Sokol nannte man sich bereits fünf Jahre später 1952 in Carpathia beziehungsweise bis 1957 in Tatran Prievidza um. Unter dem neuen Namen Lokomotive Prievidza ab 1957 spielte man 1961 erstmals höchstklassig in der damaligen ČSSR. Ab 1964 firmierte die Mannschaft nach der lokalen Braunkohlengrube Baník Cígeľ. Obwohl der Verein zuvor keinen der ersten drei Plätze in einer Meisterschaftssaison belegt hatte, konnte man 25 Jahre später im Jahr 1989 unter Trainer Ján Hluchý nach dem ersten Platz in der regulären Saison auch die Meisterschaft gewinnen. Zu Beginn der folgenden Saison erreichte man die Qualifikation für das Achtelfinale des FIBA Europapokal der Landesmeister 1989/90. Hier verlor man beide Spiele gegen den späteren Finalisten FC Barcelona, spielte aber anschließend regelmäßig in Vereinswettbewerben der FIBA Europa. Die Titelverteidigung in der Meisterschaft verpasste die Mannschaft 1990 deutlich, belegte aber unter dem neuen Trainer Ivan Chrenka 1991 den dritten Platz und mit dem Litauer Vladas Garastas zog man 1992 sogar erneut in die Finalserie der Meisterschaft ein, die jedoch gegen USK Prag verlorenging. Von 1991 bis 1994 trat man viermal hintereinander im Korać-Cup an, wobei man hier jeweils in der ersten, spätestens aber in der zweiten Qualifikationsrunde ausschied. Nachdem Vladas Garastas als ehemaliger sowjetischer Nationaltrainer nun auch Trainer der litauischen Nationalmannschaft geworden war, übernahm erneut Ivan Chrenka das Traineramt erneut und der Verein konnte in der letzten Saison der tschechoslowakischen Liga 1993 den ersten Platz und die Meisterschaft eines Landes erringen, das bereits zu Jahresbeginn nach der Unabhängigkeit der Slowakei aufgelöst worden war. In der neuen slowakischen Liga erreichte man 1994 und 1995 die Meisterschaft über die Mannschaft aus Pezinok, die jedoch in der Folge von 1997 bis 2002 Serienmeister war. Im Europapokal hatte man in der zweiten Qualifikationsrunde 1995 gegen KK Cibona und 1996 gegen Benetton Treviso jeweils den Einzug in die Gruppenphase der FIBA Europaliga und anschließend auch im FIBA Europacup verpasst. 1996 verlor Baník Cígeľ schließlich auch den slowakischen Meistertitel in der Finalserie an Inter Bratislava. Der dritte Platz in der slowakischen Meisterschaft 1997 bedeutete auf Jahre hinaus die beste Platzierung in der nationalen Liga, nachdem die Mannschaft auch in der Gruppenphase des Korać-Cup 1996/97 nur noch eines von sechs Spielen gewinnen konnte.
2004 hatte der Verein statt der Grube den Namen des Bergbauunternehmen Hornonitrianske Bane Prievidza als Sponsor in den Namen der ersten Mannschaft übernommen, pendelte aber zunächst als Fahrstuhlmannschaft zwischen erster Spielklasse und der höchsten Spielklasse Extraliga. Unter dem jungen kroatischen Trainer Ivan Rudež konnte man sich ab 2007 in der Extraliga etablieren und löste sich schließlich 2009 nach dem dritten Platz in der Meisterschaft vom Namenssponsor, als man den schlichten Namen Basketball club annahm, der in seiner anglisierten Form mit seinen Anfangsbuchstaben an den früheren Grubennamen erinnert. Nach einem Übergangsjahr mit verschiedenen Cheftrainern übernahm der junge niederländische Trainer Johan Roijakkers die Mannschaft in der Saison 2011/12 und führte die Mannschaft zurück in die Spitze der Liga. Gleichauf mit dem Konkurrenten MBK Rieker Komárno erreichte man auf dem ersten Platz die Play-offs um die Meisterschaft, in denen man im Viertelfinale den Titelverteidiger Astrum Levice nur knapp in fünf Spielen besiegte. Das erste Spiel der Finalserie ging beim MBK Rieker noch verloren, doch nach Siegen in den folgenden drei Spielen gewann der Verein 2012 den dritten slowakischen Meistertitel. Trainer Roijakkers wechselte anschließend in die deutsche ProA zum Erstliga-Absteiger BG Göttingen und nahm gleich vier Spieler mit nach Deutschland, bevor er ein Jahr später auch noch David Godbold nach Göttingen lotste. in einem Übergangsjahr konnte nach zwei Trainerwechseln schließlich der neue kroatische Trainer Krunoslav Krajnovič die Mannschaft stabilisieren. Nach dem fünften Platz als Titelverteidiger 2013 erreichte die Mannschaft in der Saison 2013/14 wieder die Finalserie der Meisterschaft, in der man jedoch sieglos gegen Inter Bratislava blieb. Als Hauptrundenerster erreichte man 2015 die Finalserie, in der man nach Siegen im fünften und sechsten Spiel noch zum 3:3 ausgleichen konnte, aber vor eigenem Publikum das entscheidende siebte Finalspiel gegen MBK Rieker verlor. In der folgenden Saison war es dem neuen serbischen Trainer Miljan Čurovič vorbehalten, nach dem ersten Hauptrundenplatz Titelverteidiger MBK Rieker in der Finalserie 2016 deutlich bei nur einer Niederlage in fünf Spielen zu besiegen und den vierten slowakischen Meistertitel für den Verein zu holen. Nachdem der BC Prievidza sich bereits in der Saison 2015/16 im Alpe Adria Cup wieder mit internationalen Gegnern gemessen hatte und dort im Final Four am KK Zlatorog Laško gescheitert war, verlor die Mannschaft in der Qualifikation zur neuen Basketball Champions League 2016/17 beide Spiele gegen CSM Oradea und startet daher im FIBA Europe Cup 2016/17.
In der Saison 2017/18 betreute der US-Amerikaner Ryan Pannone die Mannschaft als Cheftrainer und wurde im Sommer 2018 von seinem Landsmann Michael Claxton abgelöst.

## Bekannte Spieler
| - Miloš Babić 1994/95, 1996/97, 2002/03 - Marek Jašš 2008–10, seit 2012 - / Remi Yusuf 2009/10 - / Flinder Boyd 2010/11 - Bobby Davis 2011/12 - / Sullivan Phillips 2011/12 - / Nicholas Livas 2011/12 | - Paul Guede 2011/12, 2013/14 - David Godbold 2011–13 - Nate Gerwig 2012 - Corey Jefferson 2013/14 |

Weitere bekannte Spieler und Trainer der Vergangenheit sind in der Ruhmeshalle auf der Website des Vereins aufgeführt.